# 小繋事件
小繋事件（こつなぎじけん）とは、岩手県二戸郡一戸町字小繋の小繋山の入会権に関して、1917年に地元住民を原告として起こされた民事訴訟に端を発した刑事を含む一連の裁判に至った事件のこと。
小繋の小さな集落に住む住民たちは、先祖代々、2000ヘクタールの小繋山に依存した生活を続けていた。小繋山は地域の人々が自由に入り、肥料、飼料といった農業に欠かせない物資や食と住に関わる建築用材、燃料、食料なども調達していた。
地租改正にともなう官民所有区別処分の際にこの小繋山が共有林や村有林ではなく、民有地とされた。この時に発行された地券の名義は地区の代表者「立花喜藤太」とされた。1897年立花は、地区の住民に無断で譲渡し、1907年「鹿志村亀吉」が所有するに至った。この所有権の移転に関わらず、通常の入会の利用は継続されていたが、1915年村に大火があり、住民が用材を持ち出そうとしたところ、鹿志村が、警察力などを使って、小繋山への住民の立ち入りを実力で阻止するようになり、住民も鹿志村派と反対派に分裂した。反対派は入会権の侵害を不服として、鹿志村とそれに与する住民を被告として、入会権行使に関する妨害排除請求訴訟を起した。

## 裁判の概要
- 民事訴訟
民事訴訟は、戦前と戦後に亘って2度提起され、結果は以下の通り。
  1. 1917年の第一次民事訴訟
    1. 1932年 盛岡地方裁判所 入会権を放棄したものとして、原告住民側の敗訴、原告控訴。
    2. 1936年 宮城控訴院 原判決維持、控訴棄却、大審院へ上告。
    3. 1939年 大審院 原判決維持、上告棄却。

  2. 1946年の第二次民事訴訟
    1. 1951年 盛岡地方裁判所 入会権を放棄したものとして、原告住民側の敗訴、原告控訴。
    2. 1953年 仙台高等裁判所において、以下の内容で職権調停。期日到来により確定。
「住民は入会権を主張しない、それと引き換えに鹿志村は山林150haを住民に譲渡する」
しかしながら、本調停は原告代表者の一人が独断で進めたもので、他の利害関係人の了知するところでなかったため、原告の一部が、仙台高裁に無効確認及び期目指定の申立。
    3. 1955年7月 仙台高等裁判所、上記調停は確定しており、本無効確認及び期目指定の申立は理由はないものと判決。8月15日、同判決確定。
- 刑事事件
刑事事件も、住民が無断で小繋山に入って木材を切り出したなどとして、森林法違反で戦前、戦後の2度、起訴され、結果は以下の通り。
  1. 1944年、森林法違反で住民側が告訴された刑事事件
    1. 1944年、反対派、入会権の実力行使。森林窃盗として盛岡区裁判所に訴追。
    2. 1945年4月、盛岡区裁判所 有罪判決、被告人控訴。
    3. 1945年9月、宮城控訴院 無罪判決。

  2. 1955年、森林法違反で住民側が起訴された刑事事件
    1. 1955年10月、反対派住民、山林にて伐木。森林法違反、窃盗、封印破棄で盛岡地方裁判所に起訴。
    2. 1959年、盛岡地方裁判所 一部無罪判決、被告人・検察ともに控訴。
      - 窃盗、封印破棄については有罪
      - 森林法違反については、入会権の存在を認め無罪。

    3. 1963年、仙台高等裁判所、森林法違反についても、入会権の存在を認めず有罪判決、被告人上告。
    4. 1966年、最高裁判所、高裁判決を維持、有罪確定[2]。
裁判所は、入会権が民事調停によって消滅すること、財産処分に関する代表者が土地を売却したときは入会権は消滅し、売却代金を横領した代表者に対する損害賠償請求ができるにとどまることを明示した。

## 支援者と報道・言論
1917年の民事訴訟の提起から、1966年の刑事事件の有罪確定まで約50年をへた事件の間、戒能通孝らの法学者、弁護士、多くの新聞記者やドキュメンタリーカメラマン菊地周、写真家川島浩、ドキュメンタリー作家篠崎五六らが入り、その後も、様々なかたちでとりあげられている。最近では、2009年の山形国際ドキュメンタリー映画祭の招待作品、『こつなぎ 山を巡る百年物語』がつくられている。